# Молдовиця
Молдовиця або Руська Молдавиця (рум. Moldovița) — село у повіті Сучава в Румунії. Адміністративний центр комуни Молдовіца.

## Розташування
Село знаходиться на відстані 363 км на північ від Бухареста, 53 км на захід від Сучави. За Кубійовичем Руська Молдавиця — південна межа української етнічної території.

## Історія
Давнє українське село Руська Молдавиця південної Буковини. За переписом 1900 року в селі Руська Молдавиця Кимполунгського повіту були 608 будинків, проживали 3246 мешканців: 2053 українці, 39 румунів, 234 німці, 591 єврей, 230 поляків та 6 осіб інших національностей.

## Населення
За даними перепису населення 2002 року у селі проживали 2225 осіб.
Національний склад населення села:
| Національність | Кількість осіб | Відсоток |
| -------------- | -------------- | -------- |
| румуни         | 2171           | 97,6%    |
| німці          | 25             | 1,1%     |
| українці       | 21             | 0,9%     |

Рідною мовою назвали:
| Мова       | Кількість осіб | Відсоток |
| ---------- | -------------- | -------- |
| румунська  | 2186           | 98,2%    |
| українська | 26             | 1,2%     |
| німецька   | 11             | 0,5%     |